# فایستریتس بای آنگر
فایستریتس بای آنگر (به آلمانی: Feistritz bei Anger) یک منطقهٔ مسکونی در اتریش است که در وایتس واقع شده‌است. فایستریتس بای آنگر ۸٫۰۴ کیلومتر مربع مساحت دارد ۴۷۰–۱٬۱۰۰ متر بالاتر از سطح دریا واقع شده‌است.